# Henri Padé
Henri Padé   (Abbeville, 17 de desembre de 1863 - Ais de Provença, 9 de juliol de 1953) va ser un matemàtic francès que va desenvolupar la tècnica de l'aproximant de Padé.

## Vida i obra
Padé va fer els seus estudis secundaris a la seva ciutat natal, Abbeville. Els anys 1881 i 1882 es va preparar al Lycée Saint-Louis pel seu ingrés a l'École Normale Supérieure en la qual es va matricular el 1883 i es va graduar el 1886, començant a continuació la seva carrera docent a instituts de secundària. El curs 1889-90 va anar a Alemanya per ampliar estudis a les universitats de Leipzig i Göttingen amb els professors Felix Klein i Hermann Schwarz. El 1892 va obtenir el doctorat a la universitat de la Sorbona sota la direcció de Charles Hermite.
Després de doctorar-se, Padé va donar classes al Lycée Fadherbe de Lilla fins al 1897 en que va ser nomenat professor de la universitat d'aquesta ciutat en substitució d'Émile Borel. El 1902 va passar a la universitat de Poitiers i l'any següent a la de Bordeus fins que el 1908 va deixar definitivament l'ensenyament universitari. Els anys següents va ser directors dels instituts de Besançon (1908-1917), Dijon (1917-1923) i Ais de Provença (1923-1934). Es va retirar el 1934, fixant la seva residència en aquesta ciutat en què va morir vint anys més tard.
Padé és recordat pels seus treballs sobre el avui conegut com aproximant de Padé. Dels 41 articles que havia publicat el 1908, 29 versaven sobre fraccions contínues i aproximants. En la seva tesi doctoral de 1892 discutia, precisament, les representacions aproximades d'una funció per fraccions racionals.